# Empusa simonyi
Empusa simonyi är en bönsyrseart som beskrevs av Krauss 1902. Empusa simonyi ingår i släktet Empusa och familjen Empusidae. Inga underarter finns listade i Catalogue of Life.